# Saint-Aventin
Saint-Aventin là một xã ở tỉnh Haute-Garonne vùng Occitanie tây nam nước Pháp. Xã Saint-Aventin nằm ở khu vực có độ cao trung bình 929 mét trên mực nước biển.